# Ranunculus carsei
Ranunculus carsei är en ranunkelväxtart som beskrevs av Donald Petrie. Ranunculus carsei ingår i släktet ranunkler, och familjen ranunkelväxter. Inga underarter finns listade i Catalogue of Life.